# AK-630
A AK-630 é um Sistema de Armas de Defesa Próxima naval russo totalmente automática, baseada em 6 canos de 30 mm do tipo gatling. Em "630", "6" significa 6 canos e "30" significa 30 mm. Ele é posicionado em uma torre automática fechada e manipulada através de um radar e uma televisão de detecção e monitoramento. O propósito primário do sistema é a defesa contra míssil antinavio e outras armas guiadas de precisão. No entanto também pode ser utilizado contra aviões e helicópteros, embarcações e outras pequenas locomoções marítimas, alvos na costa litorânea e minas flutuantes. A AK-630 foi uma dos primeiros sistemas de armas de defesa próxima: quando ele foi desenvolvido, não havia nenhum sistema Phalanx CIWS, DARDO ou Goalkeeper CIWS; no entanto, o longo tempo para desenvolver o AK-630 fez com que perdesse essa vantagem. Uma vez em operação, esse sistema bélico foi rapidamente adotado, com 8 unidades instaladas em cada novo navio soviético (de caçadores de minas até porta-aviões), e centenas foram produzidos no total.

## Usuários
- Bulgária
- Camarões
- China
- Croácia
- Cuba
- Grécia
- Índia
- Indonésia
- Myanmar
- Polônia
- Romênia
- Eslovênia
- /  Rússia
- Ucrânia
- Vietnã
- Iêmen